# Ermida de Santo André (Beja)

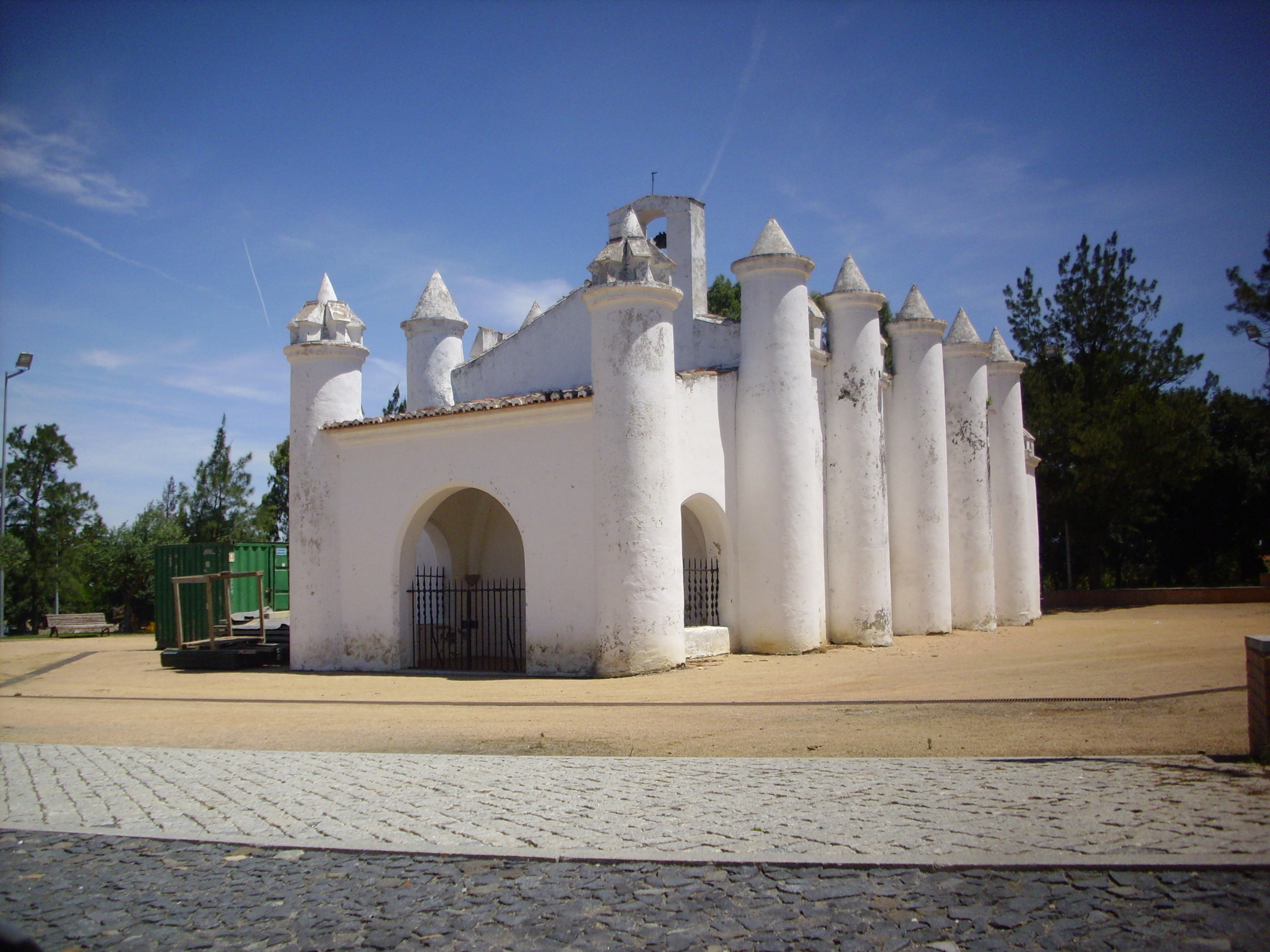
Ermida de Santo André

Die Ermida de Santo André ist eine Einsiedlerkapelle in der südportugiesischen Stadt Beja im Alentejo; sie ist ein außergewöhnliches Beispiel spätmittelalterlicher Architektur auf der Iberischen Halbinsel und gehört zum architektonischen Kulturerbe Portugals (Patrimonio Cultural).

## Lage
Die Einsiedlerkapelle liegt etwa 1 km nordwestlich des Altstadtzentrums mit Burg und Kathedrale von Beja an der Straße nach Lissabon in einer Höhe von ca. 260 m.

## Geschichte
Genaue Angaben zur Geschichte des Bauwerks fehlen. Angeblich soll König Sancho I. (reg. 1185–1211) den Ursprungsbau gestiftet haben. Der heutige Bau stammt jedoch mit großer Wahrscheinlichkeit aus dem beginnenden 16. Jahrhundert und wird dem damals regierenden Monarchen Manuel I. (reg. 1495–1521) zugeschrieben. Er wurde in den 1990er Jahren grundlegend restauriert.

## Architektur
Die architektonisch sehr einheitlich wirkende einschiffige Kapelle besteht aus drei Bauteilen – einem narthexähnlichen Vorbau mit Pultdach und einem Langhaus mit Satteldach und einfachem Glockengiebel sowie einer nahezu quadratischen Apsis. Die Vorhalle und das Langhaus verfügen über insgesamt 12 seitliche Türmchen, die in statischer Hinsicht als Strebepfeiler aufgefasst werden können, architektonisch jedoch auch als kleine Wehrtürme gedeutet werden können, zumal die Dachtraufen sämtlicher Gebäudeteile mit Ausnahme der Vorhalle durch Zinnen überhöht sind. Außerdem spielt die Zwölfzahl der Türme auch auf die Zahl der Apostel an.

## Ausstattung
Die von einem spitzbogigen Tonnengewölbe mit Gurtbögen gewölbte Kirche ist nicht möbliert. In der Apsis befinden sich einige Freskenreste sowie Azulejos aus dem späten 16. oder frühen 17. Jahrhundert.

## Nachweise
1. ↑  Ministério da Cultura, Direção-Geral do Património Cultural: Ermida de Santo André (portugiesisch)

Koordinaten: 38° 1′ 12″ N, 7° 52′ 13″ W